# Herbrechtingen
Herbrechtingen ist eine Stadt im Landkreis Heidenheim in Baden-Württemberg. Sie gehört zur Region Ostwürttemberg.

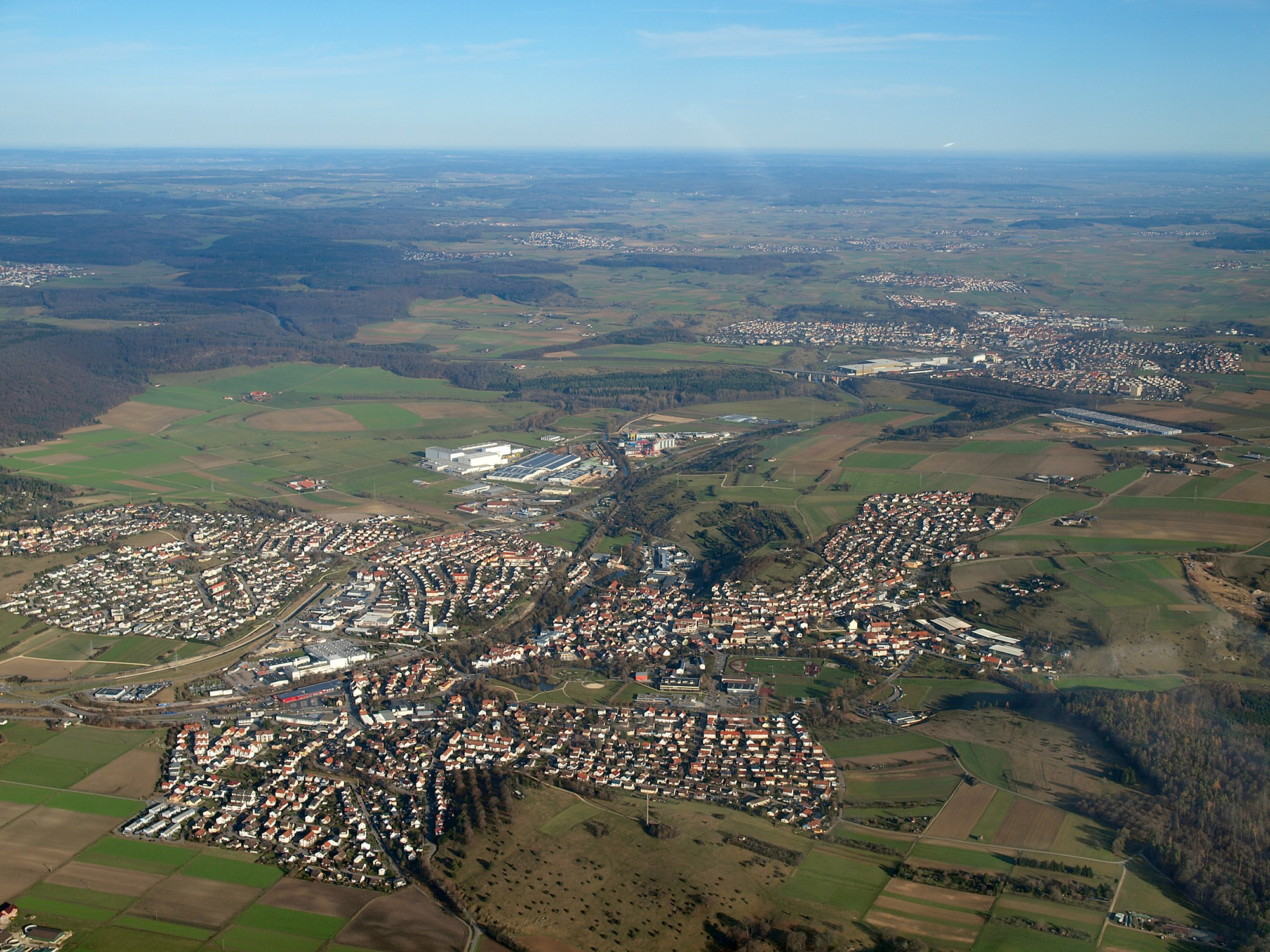
Herbrechtingen von Westen (Luftbild)

## Geographie

### Stadtgliederung
Herbrechtingen besteht aus den Stadtteilen Herbrechtingen, Bolheim, Bissingen, Hausen, Anhausen, Eselsburg. Die Stadtteile waren mit Ausnahme von Anhausen früher selbstständige Gemeinden und bilden zugleich Wohnbezirke im Sinne der baden-württembergischen Gemeindeordnung.
Zur ehemaligen Gemeinde Bissingen ob Lontal gehören das Dorf Bissingen ob Lontal und das Haus St. Leonhard. Zur ehemaligen Gemeinde Bolheim gehören das Dorf Bolheim, die Weiler Anhausen und Ugenhof, Staatsdomäne und Gehöft Wangenhof, das Gehöft Buchhof und das Haus Riedmühle. Zur ehemaligen Gemeinde Hausen ob Lontal gehört das Dorf Hausen ob Lontal. Zur Stadt Herbrechtingen in den Grenzen vom 29. Februar 1972 gehören das Dorf Herbrechtingen, die Weiler Bernau und Eselsburg, das Gehöft Neuasbach und die Häuser Asbach und Ziegelei sowie die abgegangenen Ortschaften Bindstein und Wickenstetten.
Die Stadtteile Bissingen und Hausen liegen südlich des übrigen Stadtgebietes in einer Exklave.

### Flächenaufteilung
Nach Daten des Statistischen Landesamtes, Stand 2014.

### Schutzgebiete
In Herbrechtingen liegt das Naturschutzgebiet Eselsburger Tal. Darüber hinaus liegen im Stadtgebiet insgesamt 11 Landschaftsschutzgebiete:
- Hungerbrunnental
- Lützelwiesen
- Rothauäcker östlich des Ugenhofes
- Gelände zwischen Rothau und Zollhau
- Hasenloch mit Orstelhalde, Lindach, Stürzel und Heidental
- Eselsburger Tal mit Buigen und angrenzenden Geländeteilen
- Geländeteile am westlichen Wartberg
- Schießberg mit Teilen des Galgen- und Nolberges
- Lone- und Hürbetal
- Eifeld
- Am Tiefen Weg

Herbrechtingen hat Anteile am FFH-Gebiete Giengener Alb und Eselsburger Tal sowie am Vogelschutzgebiet Eselsburger Tal.

## Geschichte

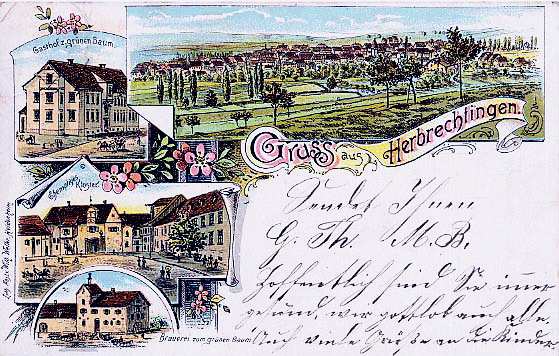
Herbrechtingen 1899

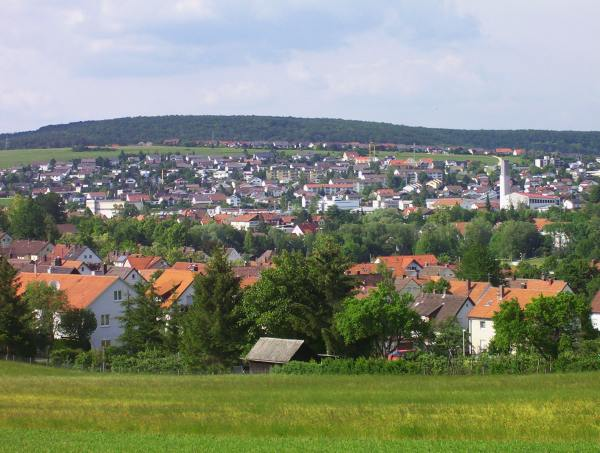
Blick auf die Stadt vom Buigen aus

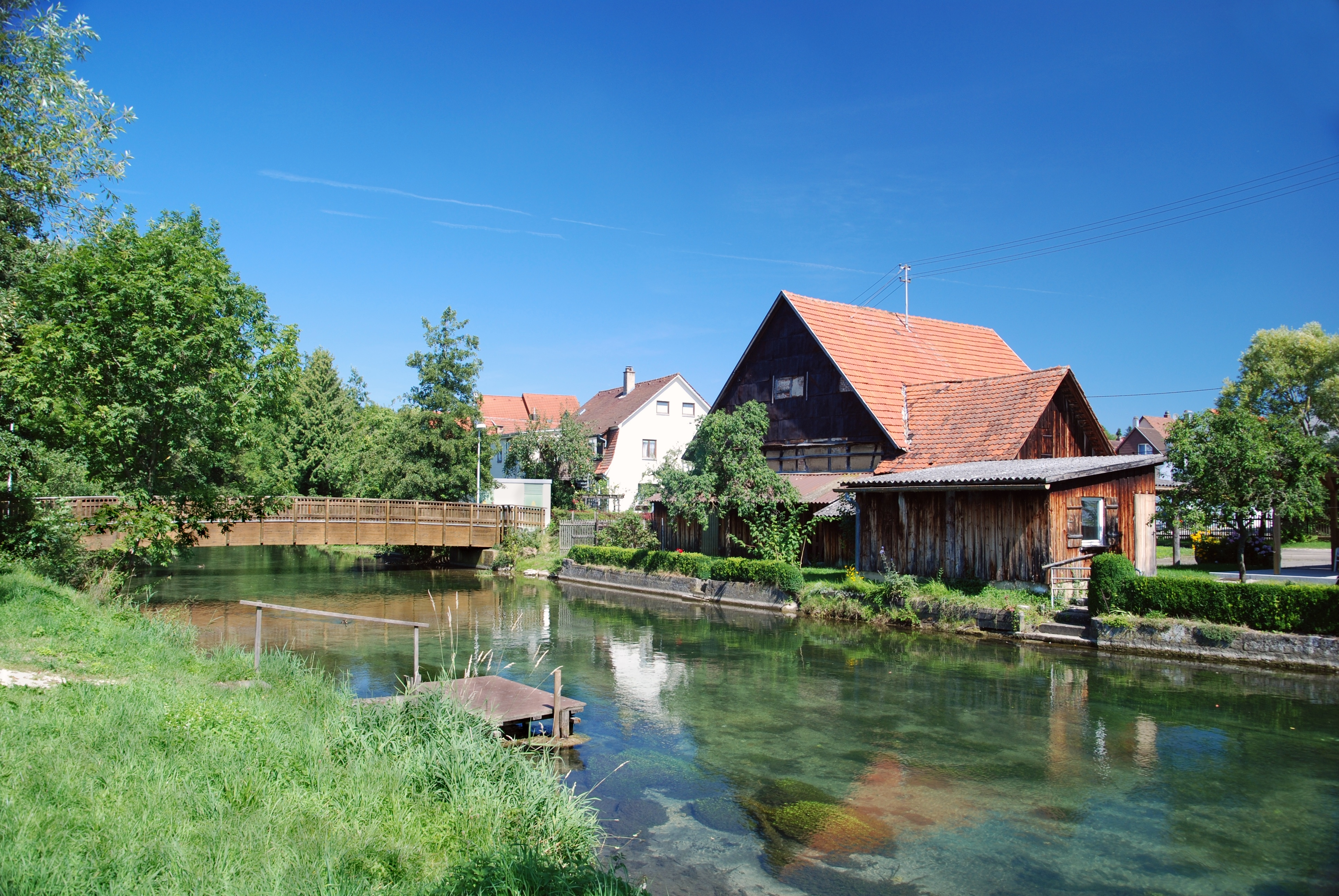
Brenz in Herbrechtingen

### Bis zum 19. Jahrhundert
Die älteste nachgewiesene Ansiedlung auf Herbrechtinger Gemarkung war ein römischer Gutshof mit Ziegelbrennofen.
Die Geschichte Herbrechtingens geht auf das ehemalige Kloster Herbrechtingen zurück, dessen erste urkundliche Erwähnung Herbrechtingens aus dem Jahr 774 stammt, als Karl der Große die villa Hagrebertingas an Abt Fulrad von Saint-Denis verschenkte. Von ihm wurde später das Kloster Herbrechtingen gegründet. 1171 verlieh Kaiser Barbarossa dem Kloster Herbrechtingen das Marktrecht. Es kam gleichzeitig an die Augustiner-Chorherren.
1258 fiel das Kloster Herbrechtingen unter die Herrschaft der Grafen von Helfenstein und kam 1356 zur Herrschaft Heidenheim. Seit 1504 gehörte Herbrechtingen damit zu Württemberg. Während der Pfandherrschaft durch die Reichsstadt Ulm begann 1531 am Ort die Reformation, die von Herzog Ulrich 1536 bekräftigt wurde, jedoch nach der Restitution in Folge des Augsburger Interims erst durch Herzog Christoph 1552 endgültig durchgesetzt wurde. Das Kloster wurde in ein württembergisches Stabsamt umgewandelt. Auf Grund des Restitutionsedikts im Dreißigjährigen Krieg wurde das Kloster Herbrechtingen von 1630 bis 1648 wieder von katholischen Ordensleuten in Besitz genommen, die aus dem Kloster Wettenhausen kamen. 1633 kam es in Herbrechtingen zu Plünderungen durch schwedische Truppen, die im Gebiet der Herrschaft Heidenheim lagerten. Nach der Schlacht bei Nördlingen zerstörten die siegreichen kaiserlichen Truppen den Ort. Der Westfälische Friede sah 1648 die Rückgabe sämtlicher vormals württembergischen Klosterämter und damit auch Herbrechtingens an das Herzogtum Württemberg vor. Aus dem Stift wurde somit wieder ein evangelisches Klosteramt. 1741 bis 1749 war Johann Albrecht Bengel Prälat von Herbrechtingen.
Am 15. Oktober 1805, einen Tag nach der Schlacht bei Elchingen, kam es rund um die Gemeinde Herbrechtingen zu einem Gefecht zwischen österreichischer Nachhut unter dem Befehl von Feldmarschall-Leutnant Franz Freiherr von Werneck und französischen Truppen unter dem Kommando von General Louis Klein.
Bei der Umsetzung der neuen Verwaltungsgliederung im Königreich Württemberg wurde das Klosteramt Herbrechtingen 1806 aufgelöst und der Ort dem Oberamt Heidenheim zugeordnet.

### 20. und 21. Jahrhundert
Während des Ersten Weltkrieges von 1914 bis 1918 hatte Herbrechtingen 118 Kriegstote zu beklagen, im Zweiten Weltkrieg 174 Tote und 85 Vermisste. Die Verwaltungsreform vom 25. April 1938 während der NS-Zeit in Württemberg führte zur Zugehörigkeit zum Landkreis Heidenheim. Nach dem Zweiten Weltkrieg geriet Herbrechtingen in die Amerikanische Besatzungszone und gehörte somit zum neu gegründeten Land Württemberg-Baden, das 1952 im jetzigen Bundesland Baden-Württemberg aufging. 1949 erschien erstmals das Herbrechtinger Wochenblatt, und im Jahr 1953 erhielt Herbrechtingen ein neues Gemeindewappen, das bis heute gültig ist. 1974 feierte Herbrechtingen die Gründung 1200 Jahre zuvor und wurde am 30. April zur Stadt erhoben.
Das neu gestaltete Kulturzentrum im Kloster wurde nach vierjähriger Restaurierungszeit am 13. September 2002 eingeweiht, ein Jahr später, am 18. Juni, die seit 50 Jahren geplante Umgehungsstraße feierlich eröffnet.

### Religionen

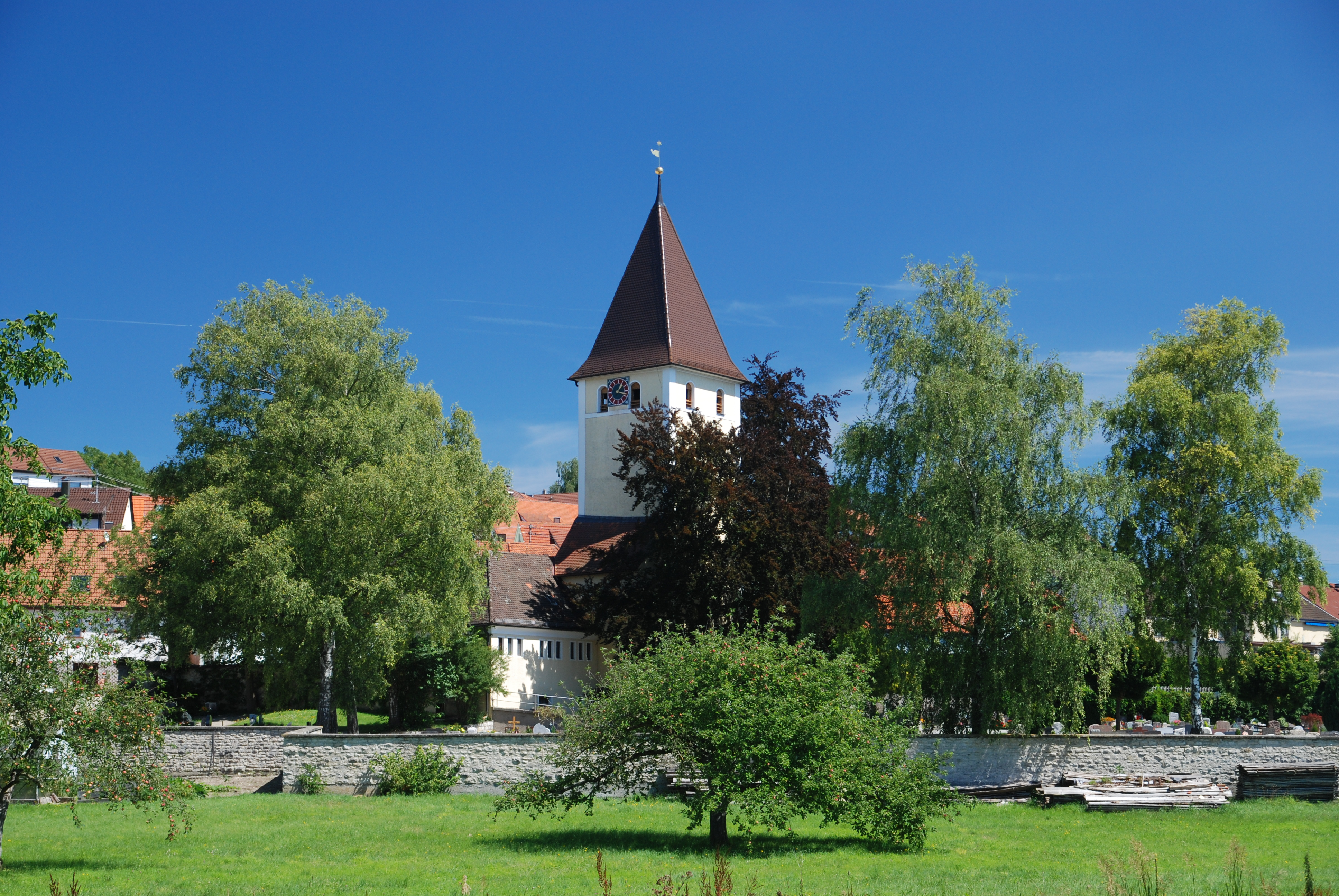
Kirche Herbrechtingen

Die Einführung der Reformation 1552 führte zur Aufhebung des Klosters.

#### Konfessionsstatistik
Gemäß dem Zensus 2011 waren im Jahr 2011 40,6 % der Einwohner evangelisch, 34,5 % römisch-katholisch und 24,9 % waren konfessionslos, gehörten einer anderen Glaubensgemeinschaft an oder machten keine Angabe. Die Zahl der Katholiken und vor allem die der Protestanten ist seitdem gesunken. Ende Dezember 2020 hatte Herbrechtingen 13.213 Einwohner, 34,8 % (4.599) Protestanten, 29,7 % (3.919) Katholiken und 35,5 % (4.695) hat entweder eine andere oder gar keine Religionszugehörigkeit.

### Eingemeindungen
- 1928: Eselsburg
- 01. März 1972: Bolheim mit dem Ortsteil Anhausen[10]
- 01. April 1972: Bissingen ob Lontal[11]
- 15. April 1973: Hausen ob Lontal[7]

## Politik

### Gemeinderat
In Herbrechtingen wird der Gemeinderat nach dem Verfahren der unechten Teilortswahl gewählt. Dabei kann sich die Zahl der Gemeinderäte durch Überhangmandate verändern. Der Gemeinderat besteht nach der letzten Wahl aus den 25 (vorher 22) gewählten ehrenamtlichen Gemeinderäten und dem Bürgermeister als Vorsitzendem. Der Bürgermeister ist im Gemeinderat stimmberechtigt. Die Kommunalwahl am 9. Juni 2024 führte zu folgendem Ergebnis.
| Parteien und Wählergemeinschaften | Parteien und Wählergemeinschaften           | % 2024  | Sitze 2024 | % 2019 | Sitze 2019 |
| FWV                               | Freie Wählervereinigung                     | 44,27   | 11         | 57,2   | 13         |
| CDU                               | Christlich Demokratische Union Deutschlands | 22,67   | 6          | 25,1   | 5          |
| SPD                               | Sozialdemokratische Partei Deutschlands     | 14,36   | 4          | 17,7   | 4          |
| Grüne                             | Grüne und Unabhängige                       | 13,42   | 3          | –      | –          |
| AfD                               | Alternative für Deutschland                 | 5,28    | 1          | –      | –          |
| gesamt                            | gesamt                                      | 100,0   | 25         | 100,0  | 22         |
| Wahlbeteiligung                   | Wahlbeteiligung                             | 56,96 % | 56,96 %    | 50,2 % | 50,2 %     |

### Bürgermeister
- 1824–1831: Isaak Ruoff
- 1831–1853: Johann Martin Apt
- 1853–1874: Gottlieb Rippmann
- 1875–1893: Knauß
- 1893–1907: Karl Henßler
- 1907–1909: Säugling
- 1909–1920: Johannes Henßler
- 1920–1925: Erwin Spieth
- 1925–1940: Kirchner
- 1941–1944: Karl Kaipf (Amtsverweser)
- 1944: Wirth (Amtsverweser)
- 1944–1945: Föll (Amtsverweser)
- 1945–1948: Hübner (Amtsverweser)
- 1948–1971: Oskar Mozer
- 1971–1995: Peter Kiefner
- 1995–2019: Bernd Sipple
- seit 2019: Daniel Vogt. In der Wahl im März 2019 erhielt er 53,3 % der gültigen Stimmen bei einer Wahlbeteiligung von 49,3 %[13]

### Wappen
| Wappen der Stadt Herbrechtingen | Blasonierung: „Von Rot und Silber (Weiß) durch einen doppelreihig in denselben Farben geschachten, schwarz bordierten Schräglinksbalken geteilt, oben und unten je eine alemannische Zierscheibe (achtspeichiges Rad) in verwechselten Farben.“ |
| Wappen der Stadt Herbrechtingen | Wappenbegründung: Von 1923 bis 1953 enthielten die Gemeindesiegel ein in den Farben nicht gesichertes Wappen. Sein Schildhaupt wies mit einem liegenden Abtsstab auf das 774 gegründete Kloster hin, während sich das Zahnrad im vorderen und der Pflug im hinteren Feld des gespaltenen Schildes auf die Industrie und die Landwirtschaft bezog. Das heutige Wappen enthält den geschachten Schräglinksbalken aus dem ehemaligen Klosterwappen und zwei nach einem hier ausgegrabenen Stück geformte alemannische Zierscheiben. Das zuvor vom Gemeinderat festgelegte Wappen wurde der Stadt Herbrechtingen am 9. März 1953 durch die vorläufige Landesregierung verliehen. |

Wappen der ehemals eigenständigen Gemeinden und heutigen Stadtteile

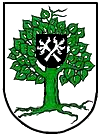
Bissingen
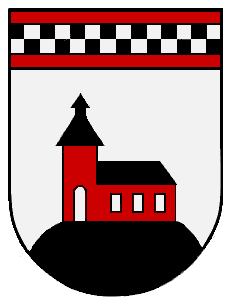
Bolheim
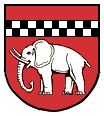
Hausen

### Partnerstadt
Seit 1989 unterhält Herbrechtingen eine Städtepartnerschaft mit Biatorbágy in Ungarn.
Außerdem bestehen Kontakte mit der sudetendeutschen Ortsgemeinschaft Engelswald/Rosental (seit 1977), Karawukowo (Serbien, seit 1984) und Oberstuben (Slowakei, seit 1986).

## Wirtschaft und Infrastruktur

### Verkehr
Herbrechtingen ist durch die Bundesautobahn 7 (Flensburg–Füssen) mit dem überregionalen und durch die Bundesstraßen Bundesstraße 492 (nach Hermaringen) und Bundesstraße 19 mit dem regionalen Straßennetz verknüpft.
Durch die Bahnstrecke Aalen–Ulm ist die Stadt an das Schienennetz angebunden.
Der Busverkehr wird von der Heidenheimer Verkehrsgesellschaft betrieben.
Durch eine Alltagsroute aus dem Radnetz Baden-Württemberg ist Herbrechtingen über Giengen, Hermaringen und Sontheim an der Brenz mit Langenau verbunden und in der anderen Richtung mit Heidenheim.
Durch die Stadt verlaufen zwei Landes-Radfernwege: 
- Der frühere  Hohenlohe-Ostalb-Weg wurde gemeinsam mit dem Alb-Neckar-Radweg durch den Württemberger Tälerradweg abgelöst. Er führt von Crailsheim über Aalen, Heidenheim, Herbrechtingen und Giengen nach Ulm und weiter über Göppingen nach Schwäbisch Gmünd.
- Der Albtäler-Radweg führt ebenfalls als Landes-Fernradweg durch die Stadt; es handelt sich um einen Rundkurs zwischen Römerstein und Giengen. Er verläuft von Giengen nach Herbrechtingen und weiter ins Eselsburger Tal und hinauf nach Gerstetten.

### Ansässige Unternehmen
In und um Herbrechtingen haben sich hauptsächlich kleinere und mittelständische Unternehmen angesiedelt. Zu den bekanntesten zählen Hartmann (Verbandstoffe), Osram (Lampen). Daneben ist Herbrechtingen mit den drei Unternehmen Schlatterer, Stahl und Rathgeber ein bedeutender Standort der Gurtweberei. In einer Kooperation mit der Nachbarstadt Giengen wurde der Industriepark A 7 geschaffen, wo in Zukunft weitere Unternehmen angesiedelt werden sollen.
In Herbrechtingen steht seit 2004 eines der modernsten und größten Biomasse-Kraftwerke Europas (Brennstoffleistung: maximal 50 MW; Elektrische Leistung: maximal 15 MW; Wärmeleistung: maximal 25 MW). Als Nebeneffekt der Vorort-Nutzung der Sägenebenprodukte entfallen dadurch rund 2000 LKW-Fahrten jährlich.
Die Firma Sturm hat ihren Sägebetrieb in Herbrechtingen 2011 eingestellt.
Auch von den Sägenebenprodukten der Firma Sturm profitierte das 2006 in Betrieb gegangene Pelletwerk (eines der größten in Süddeutschland) von JRS Rettenmaier & Söhne.

### Bildung
Im Kernort gibt es neben dem Buigen-Gymnasium und der Gemeinschaftsschule Bibris noch die Grundschule Wartberg. Im Juni 1945 wurde das ehemalige Evangelische Fröbelseminar Stuttgart in Herbrechtingen als Kirchliche Ausbildungsstätte für evangelische Kindergärtnerinnen eröffnet, heute: Evangelische Fachschule für Sozialpädagogik. In Bolheim besteht eine Grund- und Förderschule und in Bissingen eine reine Grundschule.
Ebenso gibt es seit 2005 neben dem Buigen-Gymnasium die Pistorius-Schule für geistig- und körperbehinderte Kinder.

## Kultur und Sehenswürdigkeiten

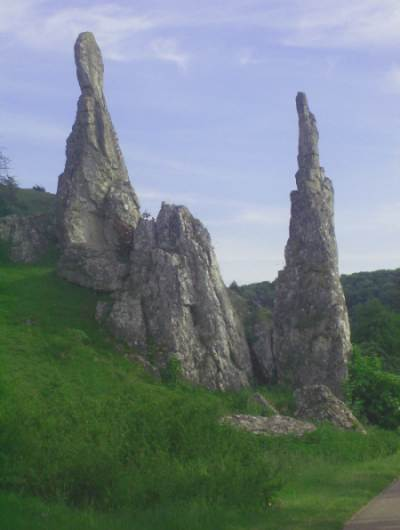
Steinerne Jungfrauen im Eselsburger Tal

### Museen
- Heimatmuseum in historischem Fachwerkbau

### Gebäude
- Kloster Herbrechtingen mit Kulturzentrum

### Naturdenkmäler
- Eselsburger Tal mit den steinernen Jungfrauen auch „sündige Jungfern“ genannt
- Landschaftsschutzgebiet Hasenloch westlich des Stadtteils Bolheim
- Lonetal

## Persönlichkeiten

### Söhne und Töchter der Stadt
- Karl Götz (1903–1989), Schriftsteller, Lehrer und Kulturfunktionär (NSDAP), ab 1979 Ehrenbürger der Stadt Herbrechtingen
- Albrecht Unsöld (1905–1995), Astrophysiker
- Otto Neubrand (1911–1975), Maler und Radierer
- Günther Maier (* 1932), Chemiker und Hochschullehrer
- Udo Tischer (1956–1992), Politiker (Grüne), MdB

### Weitere Persönlichkeiten, die mit der Stadt in Verbindung stehen

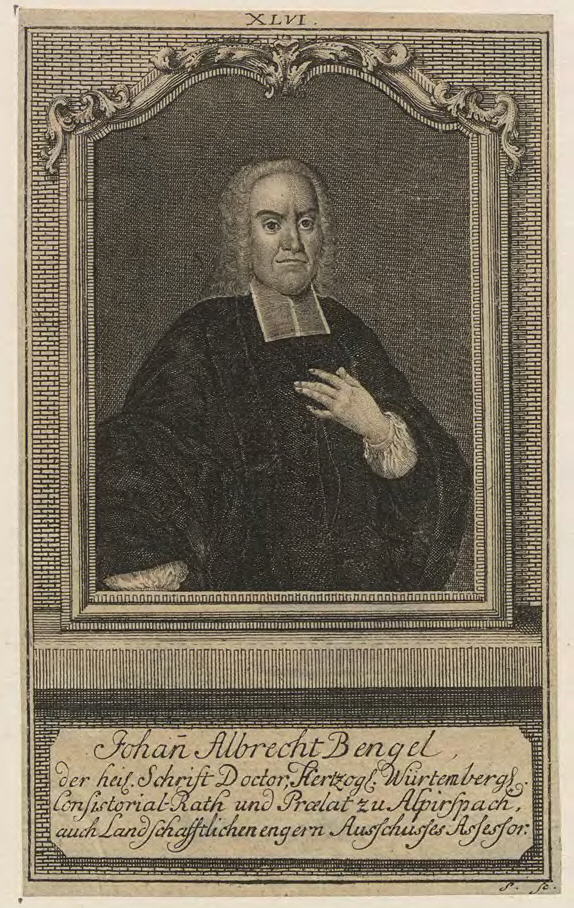
Johann Albrecht Bengel

- Johann Albrecht Bengel (1687–1752), seit 1741 Abt des evangelischen Klosters Herbrechtingen mit Titel „Prälat“, seit 1749 Abt und Prälat des evangelischen Klosters Alpirsbach mit Sitz in Stuttgart.
- Johann Christian Hiller (1734–1820), Pfarrer; als Klosterprofessor im Kloster Maulbronn Lehrer des Dichters Friedrich Hölderlin; später Württembergischer Rat und Abt des Klosters Anhausen an der Brenz mit Titel „Prälat“; Sohn des Liederdichters Philipp Friedrich Hiller (1699–1769).